# フェイス・エヴァンス
フェイス・エヴァンス（Faith Evans、本名: Faith Renée Evans、1973年6月10日 - ）はアメリカ合衆国のR&B、ソウル歌手、作詞家、音楽プロデューサー、女優。

## 来歴
フロリダ州レイクランドにアフリカ系アメリカ人の母親とイタリア系アメリカ人だろうと言われている父親の間に生まれ、ニュージャージー州ニューアークで育つ。1992年から
1995年まではメアリー・J・ブライジなどのバック・ボーカルを務め、バッド・ボーイ・レコードからシングル「You Used To Love Me」でデビュー。その後アルバム「Faith」をリリースし、100万枚以上のセールスを果たしている。彼女はノトーリアス・B.I.G.と結婚し、複数の子宝にも恵まれたが、1997年にノトーリアス・B.I.G.が銃撃され死亡する悲劇に見舞われた。エヴァンスはその後もアルバムをリリースし続け、音楽活動を継続した。2004年に現在の夫でマネージャーであるトッド・ラッソウとマリファナやコカインを所持使用で逮捕されている。2005年にリリースされた4枚目のアルバム「The First Lady」に「Again」という薬物を所持していたことに対しての反省とやり直しの意味を込めた曲を収録している。この曲はシングルカットされている。
長年在籍したバッド・ボーイ・レコードとの契約を解除し、キャピトル・レコードに移籍した後に現在はE1 Musicと契約している。
フェイスは税金を約1300万円滞納していることが発覚、ロサンゼルスの路上を飲酒運転したことでも、逮捕、起訴されている。
音楽面では「The First Lady」以来の約5年ぶりとなるとなる新作「Something About Faith」を2010年10月にリリース。シングルはスヌープ・ドッグをフィーチャリングした「Way You Move」、バラードの「Gone Already」などがある。アルバムには他にキーシャ・コール、ケリー・プライス、レイクウォンなどが参加。
2012年8月20日にフェイス・エヴァンスとニッキー・ギルバート主導で進められているリアリティ番組「R&B Divas」がTV Oneにてスタートした。他にはシリーナ・ジョンソン、キキ・ワイアット、モニファといった豪華ベテラン女性R&Bシンガーが出演している。
2012年10月2日に番組と同タイトルの新作「R&B Divas」をリリース。アルバムには番組出演者他にファンテイジア、ケリー・プライスといった豪華アーティストが参加している。

## ディスコグラフィ
- フェイス - Faith （1995年） [USビルボード200 最高22位、US・プラチナ認定]

- キープ・ザ・フェイス - Keep the Faith （1998年） [USビルボード200 最高6位、US・プラチナ認定]

- フェイスフリー - Faithfully （2001年）このアルバムを最後にバッド・ボーイ・レコードを離脱。  [USビルボード200 最高14位、US・ゴールド認定]

- ザ・ファースト・レディ - The First Lady （2005年） [USビルボード200 最高2位、US・ゴールド認定、UK・ゴールド認定]

- ア・フェイスフル・クリスマス - A Faithful Christmas （2005年） [USビルボードR&Bチャート 最高70位]

- Faith: Remixed, Unreleased and Featured （2006年）

- Instinct（2008年）

- サムシング・アバウト・フェイス - Something About Faith （2010年） [USビルボード200 最高15位]

- R&Bディーバス - R&B Divas （2012年） [USビルボード200 最高46位]

## 映画
- Turn It Up
- ファイティング・テンプテーションズ - The Fighting Temptations